# Кустанайский областной комитет КП Казахстана
Кустанайский областной комитет КП Казахстана — орган управления Кустанайской областной партийной организацией КП(б) — КП Казахстана (1937—1991 годы).
Кустанайская область была образована 29 июля 1936 на части территории Карагандинской области Казахской АССР; с 5 декабря 1936 — в составе Казахской ССР. Центр — г. Кустанай.
С 26 декабря 1960 по 16 октября 1965, наряду с Кокчетавской, Павлодарской, Северо-Казахстанской и Целиноградской областями, находилась в составе Целинного края.

## Первые секретари Кустанайского обкома КП Казахстана
- ПЕРИОД СТАЛИНА (1925-1953 гг.)
- 02 — ??.1937: Саакянц, Артавазд Александрович
- 1937: Кузнецов, Николай Семёнович
- 1937 — 23.05.1938: Богданов, Пётр Григорьевич
- май 1938 — сентябрь 1938: Бисопанов, Мамекбай Бисопанович
- 1939 — 08.1939: Алёшин, Михаил Терентьевич
- 08.1939 — осень 1941: Журин Николай Иванович
- осень 1941 — 1944: Мельников, Владимир Фёдорович
- 1944—1947: Золотухин, Михаил Иванович
- 1947—1948: Козлов, Виктор Николаевич
- 1948—1954: Жанбаев, Сагалбай
- ПЕРИОД ХРУЩЕВА (1953-1964 гг.)
- 01.1954 — 01.1959: Храмков, Иван Петрович
- 01.1959 — 12.1962: Бородин Андрей Михайлович
- 12.1962 — 12.1964 (сельский): Бородин Андрей Михайлович
- ПЕРИОД БРЕЖНЕВА (1964-1982 гг.)
- 12.1964 — 04.1981: Бородин Андрей Михайлович
- 04.1981 — 10.09.1988: Демиденко Василий Петрович
- ПЕРИОД ГОРБАЧЕВА (1985-1991 гг.)
- 10.09.1988 — 7.09.1991: Князев, Николай Трифонович